# Sospetti in famiglia 3
Sospetti in famiglia 3 (Family of Cops III: Under Suspicion) è un film per la televisione del 1999 diretto da Sheldon Larry. È l'ultimo capitolo della saga cominciata con Sospetti in famiglia del 1995 e Sospetti in famiglia 2 del 1997.

## Trama
L'ispettore Paul Fein, già con i problemi familiari, deve vedersela anche con un possibile avanzamento della sua carriera, come futuro capo della polizia, ma alcuni colleghi lo mettono i bastoni tra le ruote. Nel frattempo suo figlio Eddie indaga sull'omicidio di un banchiere.